# Кузнецов, Михаил Михайлович (генерал-лейтенант авиации)
Михаи́л Михайлович Кузнецо́в ( (16) октября 1931; д. Головичи Кировская область — 4 сентября 2000, Москва) — советский военачальник. Заслуженный военный лётчик СССР (1976), генерал-лейтенант авиации (1982).

## Биография
Родился  (16) октября 1931 год в деревне Головичи (Забабуринская)  Просницкий район (ныне не существует, территория Кировская область).
В вооружённых силах СССР с 1949 года.
В 1953 году окончил Омское военное авиационное училище летчиков.
В 1961 году Военно-воздушную академию им.Ю.А.Гагарина.
1964 - 1966 гг. - командир 194 Гвардейского Брянского Краснознаменного военно-транспортного авиационного полка, г.Фергана. Туркестанский военный округ(1960)
В 1970 году закончил Военную академию Генерального штаба им. К.Е. Ворошилова.
С 1973 г. по 1976 г. -  командир 12-я военно-транспортная авиационная дивизия  г. Сеща, Московский военный округ.
С 1976 года - Заместитель командующего ВА ВВС по боевой подготовке, г. Самара Приволжский военный округ,
С 1978 г. по 1980 г.- Начальник Штаба ВА ВВС, г. Самара Приволжский военный округ.
С 1980 г. по 1983 г.- Начальник Штаба ВА ВВС, г. Алма-Ата Среднеазиатский военный округ.
С 1983 г. по 1988 г.- начальник Штаба ВВС на Западном ТВД, Ставка ВГК в г. Легница Северная группа войск.
С 1988 г. по 1992 г.- заместитель начальника Главного Оперативного Управления Генерального Штаба ВС СССР, г. Москва.
Освоил типы самолётов: По-2, Як-18, УТБ-2, Ил-28, Ту-4, Ан-12, Ан-12 БК, Ан-22 «Антей», Ан-24, Ан-26. Общий налёт на всех типах самолетов -3500 часов.
Принимал участие в освоении и войсковых испытаниях самолёта Ан-22 «Антей» с выполнением особо важных заданий по перевозке грузов в различные районы страны и за рубеж, а так же по десантированию войск и техники.
Заслуженный военный лётчик СССР.
Общий налёт на всех типах самолетов - 3500 часов По-2, Як-18, «УТБ-2», Ил-28, Ту-4, Ан-12, Ту-4, Ан-24, Ан-26, Ан-22 «Антей».
Принимал участие в освоении и войсковых испытаниях самолёта Ан-22 «Антей» с выполнением особо важных заданий по перевозке грузов в различные районы страны и за рубеж, а так же по десантированию войск и техники.
Жил в Москве. Умер 4 сентября 2000 года. Похоронен на кладбище Садки (Московская область) Снегири, Истринский район, Московская область.

## Награды
- Два ордена Красной Звезды;
- Орден «За службу Родине в Вооружённых Силах СССР» 2-й степени;
- Орден «За службу Родине в Вооружённых Силах СССР» 3-й степени;
- Медали СССР.